# What It Is
What It Is est une bande dessinée autobiographique de l'auteur underground féministe Lynda Barry publiée en 2008 par la maison d'édition canadienne Drawn & Quarterly.

## Prix et récompenses
- 2009 : Prix Eisner du meilleur album inspiré de la réalité[1].